# Lista dos deputados provinciais da 18.ª legislatura de Santa Catarina
Lista dos deputados provinciais de Santa Catarina - 18ª legislatura (1870 — 1871).
| Nº | Deputado                               | Votos |
| -- | -------------------------------------- | ----- |
| 1  | Manuel José de Oliveira                | 152   |
| 2  | Manuel do Nascimento da Fonseca Galvão | 151   |
| 3  | José Higino Duarte Pereira             | 151   |
| 4  | Joaquim José Henriques                 | 149   |
| 5  | Eugênio Frederico do Lossio e Seiblitz | 147   |
| 6  | Sebastião de Sousa e Melo              | 146   |
| 7  | Joaquim Elói de Medeiros               | 146   |
| 8  | José Inácio da Rocha                   | 144   |
| 9  | José Marques Guimarães                 | 143   |
| 10 | Ovídio Antônio Dutra                   | 143   |
| 11 | Gaspar Xavier Neves                    | 142   |
| 12 | Domingos Custódio de Sousa             | 141   |
| 13 | João do Prado Faria                    | 141   |
| 14 | Francisco José Luís Viana              | 140   |
| 15 | Zeferino José da Silva                 | 135   |
| 16 | João José Pinheiro                     | 134   |
| 17 | José Cândido de Lacerda Coutinho       | 134   |
| 18 | José Leitão de Almeida                 | 133   |
| 19 | Manuel José de Sousa Conceição         | 133   |
| 20 | José Bonifácio Caldeira de Andrada     | 124   |